# Oorzakelijk verband
Een oorzakelijk verband is een zins- of alineaverband dat een oorzaak tussen zinnen of alinea's aanduidt. Signaalwoorden die zo'n verband kunnen aanduiden zijn: daardoor, hierdoor, doordat, zodat, waardoor.
Voorbeeld: "Er brak brand uit in het stadion, waardoor de wedstrijd niet kon doorgaan."